# Aitor López Rekarte
Aitor López Rekarte (Mondragón, Guipúzcoa, España, 18 de agosto de 1975) es un exfutbolista español retirado.

## Biografía
Aitor López Rekarte suele ser conocido normalmente por sus dos apellidos, López Rekarte, aunque en las últimas temporadas solió llevar en la camiseta su nombre de pila: Aitor. 
Nació en el seno de una familia de tradición futbolística. El padre de Aitor fue un futbolista aficionado, que se ganó el apodo de Bomba. Este apodo fue heredado por los hermanos López Rekarte. El hermano mayor de Aitor, Luis Mari, 13 años mayor que él, fue un destacado jugador de la Real Sociedad, Fútbol Club Barcelona y Deportivo de la Coruña durante los años 1980 y principios de los 90.
Aitor López Rekarte llegó a la Real Sociedad de Fútbol de San Sebastián con 12 años, procedente del Mondragón de su localidad natal. Jugador de la cantera, pasó por todas las categoría inferiores del club desde infantiles hasta llegar al equipo filial de Segunda división B en 1993. Permaneció cuatro temporadas en la Real Sociedad de Fútbol B hasta ser ascendido a la primera plantilla del club al comienzo de la temporada 1997-1998. Debutó en el Estadio de Anoeta con 22 años recién cumplidos ante el Fútbol Club Barcelona un 31 de agosto de 1997.
Aitor López Rekarte solía jugar en el puesto de defensa lateral. Su puesto natural es el de lateral derecho, ya que es diestro, pero podía jugar indistintamente por ambas bandas. Se trataba de un jugador que destacaba por sumarse a menudo y con peligro al ataque, subiendo su banda. López Rekarte era uno de los jugadores más veteranos y con mayor experiencia de la plantilla de la Real Sociedad tras 9 temporadas consecutivas en la Primera división española antes de su descenso. Jugó más de 288 partidos en la Primera división marcó 3 goles.
López Rekarte pudo hacerse un hueco en el equipo el año de su debut, ya que a comienzos de la temporada 1997-98 la Real perdió por lesión a su lateral izquierdo titular, Agustín Aranzabal y ante la falta de laterales zurdos en el equipo, Rekarte pasó a ocupar su puesto. López Rekarte jugó casi toda la temporada en ese puesto, excepto los últimos partidos de la temporada en los que perdió la titularidad.
En la temporada siguiente (1998-99) se convirtió en la primera opción en la banda derecha de la Real, en alternancia con el hasta entonces titular Miguel Fuentes Azpiroz, aunque en función de las bajas y necesidades del equipo siguió pasando regularmente a la banda izquierda. La temporada 1999-00 se convirtió ya en titular habitual.
Las campañas en la que López Rekarte tuvo un mayor protagonismo fue la temporada 2002-03, cuando sólo se perdió 90 minutos de juego.
Inmediatamente después de comenzar la temporada siguiente (2004-05) fue convocado, por primera y última vez, para un partido de la selección absoluta.

### Carrera fuera de la Real Sociedad
En julio de 2007, coincidiendo con el descenso de categoría de la Real Sociedad, López Rekarte fichó por la Unión Deportiva Almería, equipo recién ascendido a la Primera División.
Con la UD Almería López Rekarte jugó una única temporada. En la temporada 2007-08 la UD Almería consiguió terminar en la zona media de la tabla. López Rekarte no logró hacerse con un hueco en el equipo y jugó sólo 11 partidos (4 como titular) con los almerienses. Tan solo un año después de fichar por la UD Almería, a finales de agosto de 2008, López Rekarte rescindió su contrato con el club.
Aitor López Rekarte permaneció sin encontrar equipo la mayor parte de la temporada 2008-09 entrenando con un equipo de regional preferente de San Sebastián, el Berio FT; hasta que el 18 de marzo de 2009 se anunció su fichaje por la SD Eibar en la Segunda división española, para jugar con los armeros el tercio final de la temporada. El Éibar perdió la categoría en esa temporada. Al finalizar esa temporada López Rekarte colgó las botas a los 33 años de edad.
Más tarde López Rekarte ayudaría al club de su pueblo, el Mondragón, como jugador.

## Selección nacional
Fue internacional con la selección de fútbol de España en una ocasión. Debutó en Valencia el 3 de septiembre de 2004 en un España 1-1 Escocia.
Con anterioridad fue internacional con la selección española Sub-21, con la que ganó el Campeonato de Europa de esta categoría.
También disputó partidos amistosos con la selección de fútbol de Euskadi, pese a que esta no es una selección reconocida por la FIFA.

## Clubes y estadísticas
| Temporada | Club            | Categoría          | Liga  | Liga  | Copa  | Copa  | Europa | Europa | Total | Total |
| Temporada | Club            | Categoría          | Part. | Goles | Part. | Goles | Part.  | Goles  | Part. | Goles |
| --------- | --------------- | ------------------ | ----- | ----- | ----- | ----- | ------ | ------ | ----- | ----- |
| 1993/94   | Real Sociedad B | Segunda División B | ¿?    | ¿?    | -     | -     | -      | -      | ¿?    | ¿?    |
| 1994/95   | Real Sociedad B | Segunda División B | ¿?    | ¿?    | -     | -     | -      | -      | ¿?    | ¿?    |
| 1995/96   | Real Sociedad B | Segunda División B | ¿?    | ¿?    | -     | -     | -      | -      | ¿?    | ¿?    |
| 1996/97   | Real Sociedad B | Segunda División B | ¿?    | ¿?    | -     | -     | -      | -      | ¿?    | ¿?    |
| 1997/98   | Real Sociedad   | Primera División   | 31    | 1     | ¿?    | ¿?    | -      | -      | ¿?    | ¿?    |
| 1998/99   | Real Sociedad   | Primera División   | 26    | 0     | ¿?    | ¿?    | ¿?     | ¿?     | ¿?    | ¿?    |
| 1999/00   | Real Sociedad   | Primera División   | 31    | 1     | ¿?    | ¿?    | -      | -      | ¿?    | ¿?    |
| 2000/01   | Real Sociedad   | Primera División   | 36    | 1     | ¿?    | ¿?    | -      | -      | ¿?    | ¿?    |
| 2001/02   | Real Sociedad   | Primera División   | 36    | 0     | ¿?    | ¿?    | -      | -      | ¿?    | ¿?    |
| 2002/03   | Real Sociedad   | Primera División   | 37    | 0     | ¿?    | ¿?    | -      | -      | ¿?    | ¿?    |
| 2003/04   | Real Sociedad   | Primera División   | 35    | 0     | ¿?    | ¿?    | ¿?     | ¿?     | ¿?    | ¿?    |
| 2004/05   | Real Sociedad   | Primera División   | 25    | 0     | ¿?    | ¿?    | -      | -      | ¿?    | ¿?    |
| 2005/06   | Real Sociedad   | Primera División   | 31    | 0     | ¿?    | ¿?    | -      | -      | ¿?    | ¿?    |
| 2006/07   | Real Sociedad   | Primera División   | 28    | 1     | 1     | 0     | -      | -      | 29    | 1     |
| 2007/08   | UD Almería      | Primera División   | 10    | 0     | 1     | 0     | -      | -      | 11    | 0     |
| 2008/09   | SD Eibar        | Segunda División   | 11    | 0     | 0     | 0     | -      | -      | 11    | 0     |

## Clubes
| Club                      | País   | Año       | Goles* | Partidos* |
| ------------------------- | ------ | --------- | ------ | --------- |
| Real Sociedad de Fútbol B | España | 1993-1998 | 2      | 97        |
| Real Sociedad de Fútbol   | España | 1998-2007 | 4      | 320       |
| Unión Deportiva Almería   | España | 2007-2008 | 0      | 11        |
| SD Eibar                  | España | 2009      | 0      | 11        |

(*) Incluyendo campeonatos nacionales e internacionales.